# Sean Quinn (wielrenner)
Sean Quinn (Los Angeles, 10 mei 2000) is een Amerikaans wielrenner die anno 2022 rijdt voor EF Education-EasyPost.

## Carrière
Als eerstejaars junior won Quinn het jongerenklassement van de Ronde van de Vaud. In zowel de Trofeo Karlsberg als de Ronde van de Abitibi werd hij tweede in het jongerenklassement. Een jaar later werd hij, achter Quinn Simmons en Lane Maher, derde op het nationale wegkampioenschap en tiende in het door Remco Evenepoel gewonnen wereldkampioenschap op de weg.
In 2019 maakte Quinn de overstap naar Hagens Berman Axeon. Namens die ploeg werd hij in juni van dat jaar zesde in de Ronde van Italië voor beloften. Een jaar later eindigde hij op een zeventiende plek, maar werd hij wel vierde in de door Tom Pidcock gewonnen vierde etappe. Tijdens zijn stageperiode bij Deceuninck-Quick-Step nam hij deel aan de Gran Piemonte en de Gooikse Pijl. In 2021 won Quinn de Clássica da Arrábida en het jongerenklassement in de Ronde van de Algarve.
Zijn eerste profcontract tekende Quinn bij EF Education-EasyPost. Zijn debuut voor die ploeg maakte hij in februari 2022 in de Ronde van Murcia. In de openingsetappe van het Critérium du Dauphiné sprintte hij, achter Wout van Aert en Ethan Hayter, naar de derde plaats.

## Overwinningen
2017
Jongerenklassement Ronde van de Vaud
2021
Clássica da Arrábida
Jongerenklassement Ronde van de Algarve
2023
2e etappe Internationale wielerweek
2024
 Amerikaans kampioen op de weg, elite

## Resultaten in voornaamste wedstrijden
| Jaar | Ronde van Italië | Ronde van Frankrijk | Ronde van Spanje |
| ---- | ---------------- | ------------------- | ---------------- |
| 2022 |                  |                     |                  |
| 2023 |                  |                     | 80e              |
| 2024 |                  | 78e                 |                  |

| Jaar | Amstel Gold Race | Ronde van Lombardije | Waalse Pijl |  | WK op de weg |
| ---- | ---------------- | -------------------- | ----------- |  | ------------ |
| 2022 |                  | opgave               |             |  |              |
| 2023 | opgave           |                      | 114e        |  | opgave       |
| 2024 |                  |                      |             |  |              |

#### Resultaten in kleinere rondes
| Jaar | Ronde van de VAE | Tirreno-Adriatico | Ronde van Catalonië | Ronde van het Baskenland | Ronde van Romandië | Critérium du Dauphiné |
| ---- | ---------------- | ----------------- | ------------------- | ------------------------ | ------------------ | --------------------- |
| 2022 | opgave           |                   |                     |                          | 18e                | 80e                   |
| 2023 |                  | opgave            |                     |                          | opgave             | opgave                |
| 2024 | 40e              |                   | 24e                 | opgave                   |                    | 39e                   |
| 2025 | opgave           |                   |                     |                          |                    |                       |

## Ploegen
- 2019 –  Hagens Berman Axeon
- 2020 –  Hagens Berman Axeon
- 2020 –  Deceuninck-Quick-Step (stagiair vanaf 1 augustus)
- 2021 –  Hagens Berman Axeon
- 2022 –  EF Education-EasyPost
- 2023 –  EF Education-EasyPost
- 2024 –  EF Education-EasyPost
- 2025 –  EF Education-EasyPost

Alaphilippe  · Almeida · Archbold · Asgreen · Bagioli · Ballerini · Bennett · Cattaneo · Cavagna · Declercq · Devenyns · Evenepoel   · Garrison · Hodeg · Honoré · Jakobsen · Jungels · Keisse · Knox · Lampaert · Masnada · Mørkøv · Sénéchal · Serry · Steels · Steimle · Štybar · Van Lerberghe · Quinn (stagiair) · Vansevenant (stagiair)
Arroyave Cañas · Bettiol · Bissegger   · Caicedo · Camargo · Carr · Carthy · Cepeda (vanaf 1/8) · Chaves · Cort · Doull · Eiking · Guerreiro · Healy · Howes (tot 31/7) · Keukeleire · Kudus · Langeveld · Morton (tot 31/7) · Nakane · Padun · Piccolo (vanaf 1/8) · Powless · Quinn · Rutsch · Scully · Shaw · Steinhauser · Urán · Valgren · J. van den Berg · M. van den Berg · Wiśniowski
Amador · Bettiol · Bissegger   · Caicedo · Camargo · Carapaz · Carr · Carthy · Cepeda · Chaves · Cort · de Bod · Doull · Eiking · Healy · Honoré · Keukeleire · Kudus · Padun · Piccolo · Powless · Quinn · Rutsch · Scully · Shaw · Steinhauser · Urán · J. van den Berg · M. van den Berg · Wiśniowski · van der Lee (stagiair)
Amador · Beloki · Bettiol(tot 14/8) · Bissegger · Carapaz · Carr · Carthy · Cepeda · Chaves · Costa · de Bod · Doull · Healy · Honoré · Nerurkar · Piccolo(tot 21/6) · Powless · Quinn · Rafferty · Rootkin-Gray · Rutsch · Ryan · Shaw · Steinhauser · Sweeny · Todome · Urán · Valgren · van den Berg · van der Lee · Hlady (stagiair) · Lovidius (stagiair)